# Kamperland
Kamperland – wieś w Holandii, w prowincji Zelandia, w gminie Noord-Beveland.

## Historia
Pierwsza wzmianka o wsi pochodzi z 976, gdzie jest opisana jako Campen, co z łaciny oznacza pole lub teren ogrodzony. W 1170 miejscowość jest wymieniana jako osobna parafia. Dwa sztormy w XVI wieku, powódź św. Feliksa w 1530 i powódź Wszystkich Świętych w 1532 spustoszyły miejscowość, która do 1598 znajdowała się pod wodą. Około 1780 wieś wymieniana jest jako Camperlandseveer.
13 grudnia 1813 mieszkańcy wsi zorganizowali powstanie przeciw okupantom francuskim. Wojska cesarskie pod przywództwem generała Jacquesa-Laurenta Gilly'ego przypłynęły na teren Noord-Bevelandu. Ludność Kamperlandu, zauważywszy łodzie francuskie, zaalarmowała mieszkańców wsi  Colijnsplaat oraz Kortgene, we wsi Wissenkerke alarmowo uruchomiono dzwony kościelne. Chłopi zaatakowali uzbrojoną w karabiny, bagnety i szable armię francuską, posiadając jedną strzelbę, łopaty i kilofy. Zdołali rozbroić generała Gilly'ego oraz schwytać dziewięciu Francuzów. Ze strony chłopskiej zginęła jedna osoba, cztery zostały ranne.
11 listopada 1923 ukończono budowę kościoła.

## Populacja
Źródło: